# 海恩利冰原島峰
74°56′S 70°15′W / 74.933°S 70.250°W
海恩利冰原島峰（英語：Hinely Nunatak）是南極洲的冰原島峰，位於帕爾默地，東北面是格拉澤冰原島峰，在1987年以美國地質調查局的土木工程師命名，現時由南極條約體系管理。